# Виљушка се држи у лијеву руку
„Виљушка се држи у лијеву руку” је југословенски ТВ филм из 1993. године. Режирао га је Горан Булајић а сценарио је написао Миодраг Караџић.

## Улоге
| Глумац              | Улога |
| ------------------- | ----- |
| Драго Маловић       |       |
| Миодраг Кривокапић  |       |
| Бранка Секуловић    |       |
| Чедо Вукановић      |       |
| Бранислав Вуковић   |       |
| Војислав Кривокапић |       |
| Оливера Вуковић     |       |
| Момо Пићурић        |       |